# Ligue féminine de basket 2022-2023
Navigation
2021-2022 2023-2024
| \| Bourges Lyon Lattes Mont-de-Marsan Angers Landerneau Charleville-Mézières Saint-Amand-les-Eaux Villeneuve-d'Ascq Toulouse La Roche-sur-Yon Tarbes \| Localisation des clubs. |
| Bourges Lyon Lattes Mont-de-Marsan Angers Landerneau Charleville-Mézières Saint-Amand-les-Eaux Villeneuve-d'Ascq Toulouse La Roche-sur-Yon Tarbes                               |

La saison 2022-2023 de la LFB est la 25e édition de la Ligue féminine de basket.

## Formule de la compétition
Le championnat est composé de douze équipes. Les huit meilleures équipes participent aux play-offs et les quatre dernières aux play-dows. L’équipe vainqueur des play-offs est championne de France, l’équipe dernière des play-downs descend en Ligue féminine 2.

## Clubs participants

### Clubs engagés
Légende des couleurs
- Euroligue féminine de basket-ball 2022-2023
- Eurocoupe féminine de basket-ball 2022-2023

| Club                                                         | Ville                | Dernière montée | Classement 2021-2022 | Entraîneur       | Depuis | Salle                                | Capacité théorique | Nombre de saisons en LFB |
| ------------------------------------------------------------ | -------------------- | --------------- | -------------------- | ---------------- | ------ | ------------------------------------ | ------------------ | ------------------------ |
| Tango Bourges Basket                                         | Bourges              | 1991            | 01                   | Olivier Lafargue | 2017   | Palais des sports du Prado           | 5 000              | 31                       |
| Villeneuve-d’Ascq                                            | Villeneuve-d’Ascq    | 2000            | 02                   | Rachid Meziane   | 2019   | Le Palacium                          | 1 800              | 22                       |
| LDLC ASVEL féminin                                           | Lyon                 | 2011            | 03                   | David Gautier    | 2022   | Salle Mado-Bonnet                    | 1 400              | 11                       |
| Basket Landes                                                | Mont-de-Marsan       | 2008            | 04                   | Julie Barennes   | 2019   | Espace François-Mitterrand           | 2 500              | 14                       |
| Flammes Carolo basket                                        | Charleville-Mézières | 2010            | 05                   | Romuald Yernaux  | 2002   | L’Arena                              | 2 960              | 12                       |
| Roche Vendée Basket Club                                     | La Roche-sur-Yon     | 2017            | 06                   | Emmanuel Body    | 2013   | Salle des Oudairies                  | 2 500              | 5                        |
| Union féminine Angers Basket 49                              | Angers               | 2021            | 07                   | Aurélie Bonnan   | 2022   | Salle Jean-Bouin                     | 3 000              | 4                        |
| Basket Lattes Montpellier Méditerranée Métropole Association | Lattes               | 2001            | 08                   | Valéry Demory    | 2021   | Palais des sports de Lattes          | 1 000              | 21                       |
| Saint-Amand Hainaut Basket                                   | Saint-Amand-les-Eaux | 2010            | 09                   | Julien Pincemin  | 2022   | Salle Maurice-Hugot                  | 1 700              | 13                       |
| Tarbes Gespe Bigorre                                         | Tarbes               | 2016            | 10                   | François Gomez   | 2022   | Palais des sports du quai de l'Adour | 2 000              | 30                       |
| Landerneau Bretagne Basket                                   | Landerneau           | 2018            | 11                   | Wani Muganguzi   | 2021   | La Cimenterie                        | 1 500              | 4                        |
| Toulouse Métropole Basket                                    | Toulouse             | 2022            | 01 (LF2)             | Xavier Noguera   | 2016   | Gymnase Compans-Caffarelli           | 1 900              | 8                        |

### Changements d’entraîneur
| Club                            | Entraîneur(s) partant(s) | Motif du départ     | Date de départ  | Période   | Entraîneur(s) arrivant(s) | Date d’arrivée  | Réf. |
| ------------------------------- | ------------------------ | ------------------- | --------------- | --------- | ------------------------- | --------------- | ---- |
| Union féminine Angers Basket 49 | Frédéric Daguenet        | Consentement mutuel | 27 mai 2022     | Présaison | Julien Pincemin           | 27 mai 2022     | ,    |
| LDLC ASVEL féminin              | Pierre Vincent           | Renvoi              | 29 juin 2022    | Présaison | David Gautier             | 26 juillet 2022 | ,    |
| Union féminine Angers Basket 49 | David Gautier            | Consentement mutuel | 25 juillet 2022 | Présaison | Aurélie Bonnan            | 27 juillet 2022 | ,    |

### Équipementiers
| Équipe               | Équipementier | Période           | Réf.   |
| -------------------- | ------------- | ----------------- | ------ |
| Angers               | Skills        | 2016 –            | [ 9 ]  |
| Charleville-Mézières | Skills        | 2021/05 –         | [ 10 ] |
| Landerneau           | Erreà         | 2020 –            | [ 11 ] |
| Basket Landes        | Erreà         | ?                 | [ 12 ] |
| Lattes-Montpellier   | Kappa         | ?                 | [ 13 ] |
| La Roche-sur-Yon     | Kappa         | ?                 | [ 14 ] |
| Bourges              | Puma          | 2021/09 –         | [ 15 ] |
| Lyon                 | Adidas        | 2020/07 –         | [ 16 ] |
| Saint-Amand-les-Eaux | Joma          | ?                 | [ 17 ] |
| Tarbes               | Nike Ô sports | 2019/09 – 2025/06 | [ 18 ] |
| Toulouse             | Hummel        | ?                 | [ 19 ] |
| Villeneuve-d’Ascq    | Tarmak        | ?                 | [ 20 ] |

## La saison régulière

### Classement de la saison régulière
En cas d’égalité, les clubs sont départagés en fonction des résultats obtenus lors de leurs confrontations directes, indiquées entre parenthèses si nécessaire.
| Rang | Équipe                           | Pts | J  | G  | P  | Pp   | Pc   | Diff |
| ---- | -------------------------------- | --- | -- | -- | -- | ---- | ---- | ---- |
| 1    | LDLC Lyon ASVEL fémininF (2–0)   | 40  | 22 | 18 | 4  | 1718 | 1482 | 236  |
| 2    | ESB Villeneuve-d’Ascq LM (0–2)   | 40  | 22 | 18 | 4  | 1736 | 1507 | 229  |
| 3    | Lattes-Montpellier BLMA          | 39  | 22 | 17 | 5  | 1645 | 1443 | 202  |
| 4    | Tango BourgesT                   | 38  | 22 | 16 | 6  | 1618 | 1454 | 164  |
| 5    | Basket LandesC                   | 33  | 22 | 11 | 11 | 1548 | 1527 | 21   |
| 6    | Roche Vendée Basket Club (3–1)   | 31  | 22 | 9  | 13 | 1634 | 1671 | -37  |
| 7    | UF Angers Basket 49 (2–2)        | 31  | 22 | 9  | 13 | 1628 | 1706 | -78  |
| 8    | FCB Charleville-Mézières (1–3)   | 31  | 22 | 9  | 13 | 1521 | 1671 | -150 |
| 9    | Tarbes Gespe Bigorre (2–0)       | 30  | 22 | 8  | 14 | 1550 | 1613 | -63  |
| 10   | Saint-Amand Hainaut Basket (0–2) | 30  | 22 | 8  | 14 | 1500 | 1654 | -154 |
| 11   | Toulouse Métropole BasketP       | 28  | 22 | 6  | 16 | 1499 | 1619 | -120 |
| 12   | Landerneau Bretagne Basket       | 25  | 22 | 3  | 19 | 1478 | 1728 | -250 |

|   | Qualification pour les play-offs 2023 |
|   | Participation aux play-downs 2023     |
| T | Tenant du titre 2022                  |
| F | Finaliste 2022                        |
| P | Promu de LF2                          |
| C | Vainqueur de la Coupe de France 2022  |

### Matchs
mise à jour: 26 mars 2023
| Résultats (dom.\ext.)                                              | ANG   | BOU   | CHV    | LDR   | LDS     | LAT   | LYO   | ROC       | SAH   | TAR    | TOU   | VIL        |
| Angers                                                             |       | 65-75 | 63-73  | 99-74 | 54-72   | 64-70 | 74-90 | 107-109ap | 78-54 | 84-78  | 85-77 | 71-82      |
| Bourges                                                            | 79-51 |       | 72-57  | 77-75 | 86-57   | 69-55 | 88-77 | 77-56     | 65-72 | 70-64  | 66-57 | 72-82      |
| Charleville-Mézières                                               | 72-92 | 61-73 |        | 67-64 | 71-65   | 72-58 | 56-78 | 69-99     | 73-76 | 72-60  | 74-70 | 79-82      |
| Landerneau                                                         | 73-75 | 73-83 | 74-67  |       | 74-64   | 59-75 | 63-82 | 60-96     | 72-77 | 82-107 | 66-82 | 52-92      |
| Landes                                                             | 71-75 | 71-67 | 80-67  | 84-79 |         | 79-67 | 58-76 | 75-76     | 72-54 | 69-66  | 80-44 | 74-80      |
| Lattes-Montpellier                                                 | 80-52 | 65-61 | 80-82  | 70-57 | 80-70   |       | 89-78 | 83-47     | 80-76 | 87-72  | 63-52 | 69-82      |
| Lyon                                                               | 87-76 | 90-76 | 72-57  | 70-52 | 60-62   | 78-85 |       | 85-69     | 82-49 | 56-54  | 89-72 | 90-85      |
| La Roche-sur-Yon                                                   | 82-85 | 68-84 | 100-59 | 80-74 | 59-76   | 52-79 | 62-66 |           | 71-75 | 91-70  | 73-76 | 61-81      |
| Saint-Amand Hainaut                                                | 72-78 | 65-72 | 88-78  | 88-72 | 55-73   | 47-87 | 61-89 | 65-73     |       | 89-93  | 61-54 | 76-87      |
| Tarbes                                                             | 71-59 | 70-74 | 75-81  | 54-49 | 72-67ap | 71-74 | 52-64 | 74-69     | 72-67 |        | 66-60 | 88-91a2.p. |
| Toulouse                                                           | 81-72 | 52-77 | 82-62  | 75-77 | 81-69   | 66-68 | 70-83 | 79-82     | 59-78 | 74-66  |       | 55-78      |
| Villeneuve-d’Ascq                                                  | 84-69 | 71-55 | 68-72  | 64-57 | 84-60   | 57-81 | 72-76 | 72-59     | 74-55 | 84-55  | 84-81 |            |
| - Victoire à domicile - Victoire à l'extérieur - Match non disputé |       |       |        |       |         |       |       |           |       |        |       |            |

### Évolution du classement
| Journées / Clubs     | 1  | 2  | 3  | 4  | 5  | 6  | 7  | 8   | 9   | 10 | 11 | 12 | 13 | 14 | 15 | 16 | 17  | 18  | 19   | 20   | 21 | 22 | Top | PO | PD |
| -------------------- | -- | -- | -- | -- | -- | -- | -- | --- | --- | -- | -- | -- | -- | -- | -- | -- | --- | --- | ---- | ---- | -- | -- | --- | -- | -- |
| Lyon                 | 5  | 4  | 3  | 2  | 1  | 1  | 1  | 1   | 1   | 2  | 3  | 2  | 2  | 2  | 2  | 1  | 1   | 1   | 1    | 1    | 1  | 1  | 12  | 22 |    |
| Villeneuve-d’Ascq    | 8  | 5  | 5  | 3  | 2  | 2  | 4  | 5-1 | 4-1 | 1  | 1  | 3  | 3  | 3  | 4  | 4  | 3   | 3   | 2    | 2    | 2  | 2  | 2   | 22 |    |
| Lattes-Montpellier   | 3  | 3  | 2  | 4  | 4  | 4  | 3  | 3   | 3   | 4  | 4  | 4  | 4  | 4  | 3  | 3  | 2   | 2   | 4    | 4    | 4  | 3  |     | 22 |    |
| Bourges              | 1  | 1  | 1  | 1  | 3  | 3  | 2  | 2   | 2   | 3  | 2  | 1  | 1  | 1  | 1  | 2  | 4-1 | 4-1 | 3    | 3    | 3  | 4  | 8   | 22 |    |
| Landes               | 11 | 10 | 11 | 12 | 10 | 6  | 6  | 6   | 8   | 8  | 7  | 7  | 7  | 6  | 5  | 6  | 5   | 6   | 5    | 5    | 5  | 5  |     | 17 | 5  |
| La Roche-sur-Yon     | 12 | 7  | 7  | 7  | 5  | 5  | 5  | 8-1 | 5-1 | 5  | 5  | 5  | 5  | 5  | 7  | 7  | 6   | 7   | 8    | 8    | 9  | 6  |     | 20 | 2  |
| Angers               | 10 | 12 | 6  | 9  | 12 | 11 | 10 | 9   | 10  | 10 | 9  | 9  | 10 | 8  | 9  | 9  | 9   | 5   | 6    | 6    | 6  | 7  |     | 7  | 15 |
| Charleville-Mézières | 7  | 9  | 8  | 8  | 7  | 8  | 8  | 4   | 7   | 6  | 6  | 6  | 6  | 7  | 6  | 5  | 7-1 | 8-1 | 9-1  | 9-1  | 7  | 8  |     | 19 | 3  |
| Tarbes               | 4  | 8  | 9  | 6  | 9  | 9  | 7  | 7   | 6   | 7  | 8  | 8  | 8  | 9  | 8  | 8  | 8   | 9   | 10-1 | 10-1 | 8  | 9  |     | 14 | 8  |
| Saint-Amand-les-Eaux | 6  | 6  | 10 | 11 | 8  | 10 | 11 | 10  | 9   | 9  | 10 | 10 | 9  | 10 | 10 | 10 | 10  | 10  | 7    | 7    | 10 | 10 |     | 5  | 17 |
| Toulouse             | 2  | 2  | 4  | 5  | 6  | 7  | 9  | 11  | 11  | 11 | 11 | 11 | 12 | 12 | 12 | 12 | 12  | 11  | 11   | 11   | 11 | 11 |     | 6  | 16 |
| Landerneau           | 9  | 11 | 12 | 10 | 11 | 12 | 12 | 12  | 12  | 12 | 12 | 12 | 11 | 11 | 11 | 11 | 11  | 12  | 12   | 12   | 12 | 12 |     |    | 22 |

### État de forme des équipes
| Journée ╱ Équipe     | 1    | 2 | 3 | 4 | 5 | 6 | 7 | 8 | 9 | 10 | 11 | 12 | 13 | 14 | 15 | 16 | 17 | 18 | 19 | 20 | 21 | 22 |   |
| -------------------- | ---- | - | - | - | - | - | - | - | - | -- | -- | -- | -- | -- | -- | -- | -- | -- | -- | -- | -- | -- | - |
| Journée ╱ Équipe     | Lyon | V | V | V | V | V | V | V | D | D  | V  | V  | V  | V  | V  | V  | V  | V  | V  | V  | D  | D  | V |
| Villeneuve-d’Ascq    | D    | V | V | V | V | V | D | V | V | V  | V  | D  | V  | V  | D  | V  | V  | V  | V  | V  | D  | V  |   |
| Lattes-Montpellier   | V    | V | V | D | D | V | V | V | V | V  | D  | V  | V  | V  | V  | D  | V  | V  | D  | V  | V  | V  |   |
| Bourges              | V    | V | V | V | D | V | D | V | V | V  | V  | V  | V  | V  | V  | D  | V  | V  | D  | D  | V  | D  |   |
| Landes               | D    | D | D | D | V | V | V | D | D | D  | V  | V  | D  | V  | V  | D  | D  | D  | V  | V  | V  | V  |   |
| La Roche-sur-Yon     | D    | V | D | V | V | D | V | D | V | V  | D  | D  | D  | D  | D  | V  | D  | D  | D  | V  | D  | V  |   |
| Angers               | D    | D | V | D | D | V | D | V | D | D  | V  | D  | D  | V  | D  | V  | V  | V  | D  | D  | V  | D  |   |
| Charleville-Mézières | D    | D | V | D | V | D | V | V | D | V  | V  | D  | D  | D  | V  | V  | D  | D  | V  | D  | D  | D  |   |
| Tarbes               | V    | D | D | V | D | D | V | D | V | D  | D  | V  | D  | D  | V  | D  | V  | D  | D  | D  | V  | D  |   |
| Saint-Amand-les-Eaux | V    | D | D | D | V | D | D | V | D | D  | D  | V  | V  | D  | D  | V  | D  | D  | V  | V  | D  | D  |   |
| Toulouse             | V    | V | D | D | D | D | D | D | D | D  | D  | D  | D  | D  | D  | D  | D  | V  | V  | V  | D  | V  |   |
| Landerneau           | D    | D | D | V | D | D | D | D | V | D  | D  | D  | V  | D  | D  | D  | D  | D  | D  | D  | D  | D  |   |

Séries de la saison
- Séries de victoires : 10 (Lyon)
- Séries de défaites : 15 (Toulouse)

## Phase finale

### Playoffs
Cette saison, les huit meilleures équipes accèdent aux playoffs. La première rencontre la huitième, la seconde rencontre la septième, la troisième rencontre la sixième et la quatrième rencontre la cinquième du classement à l’issue de la saison régulière.
Le calendrier des playoffs est raccourci par rapport aux saisons précédentes, en raison du championnat d’Europe des nations 2023 débutant le 15 juin. Ainsi, les quarts de finale et demi-finales se jouent au format aller-retour : les scores des deux rencontres sont additionnés afin de déterminer le vainqueur de la série qui se qualifie pour le tour suivant. Par conséquent, les matches nuls sont possibles. Quant à la finale, elle se joue exceptionnellement en deux matches gagnants (après plusieurs saisons en trois matches gagnants).

#### Tableau principal
|  | Quarts de finale | Quarts de finale         | Quarts de finale      | Quarts de finale | Quarts de finale |     |                    | Demi-finales          | Demi-finales | Demi-finales | Demi-finales | Demi-finales |  |  | Finale | Finale              | Finale | Finale | Finale |
|  |                  |                          |                       |                  |                  |     |                    |                       |              |              |              |              |  |  |        |                     |        |        |        |
|  | 1                | Lyon ASVEL fémininF      | 91                    | *85              | 176              |     |                    |                       |              |              |              |              |  |  |        |                     |        |        |        |
|  | 8                | FCB Charleville-Mézières | *79                   | 47               | 126              |     |                    |                       |              |              |              |              |  |  |        |                     |        |        |        |
|  | 8                | FCB Charleville-Mézières | *79                   | 47               | 126              |     | 1                  | Lyon ASVEL fémininF   | 67           | *93          | 160          |              |  |  |        |                     |        |        |        |
|  |                  |                          |                       |                  |                  |     | 1                  | Lyon ASVEL fémininF   | 67           | *93          | 160          |              |  |  |        |                     |        |        |        |
|  |                  | 4                        | Tango BourgesT        | *80              | 73               | 153 |                    |                       |              |              |              |              |  |  |        |                     |        |        |        |
|  | 4                | 4                        | Tango BourgesT        | *80              | 73               | 153 | Tango BourgesT     | 70                    | *86          | 156          |              |              |  |  |        |                     |        |        |        |
|  | 4                |                          |                       |                  |                  |     | Tango BourgesT     | 70                    | *86          | 156          |              |              |  |  |        |                     |        |        |        |
|  | 5                | Basket LandesC           | *70                   | 59               | 129              |     |                    |                       |              |              |              |              |  |  |        |                     |        |        |        |
|  |                  |                          |                       |                  |                  |     |                    |                       |              |              |              |              |  |  | 1      | Lyon ASVEL fémininF | 59     | *85    | *74    |
|  |                  | 2                        | ESB Villeneuve-d’Ascq | *67              | 72               | 68  |                    |                       |              |              |              |              |  |  |        |                     |        |        |        |
|  | 2                | ESB Villeneuve-d’Ascq    | 103                   | *82              | 185              |     |                    |                       |              |              |              |              |  |  |        |                     |        |        |        |
|  | 7                | UF Angers Basket 49      | *74                   | 58               | 132              |     |                    |                       |              |              |              |              |  |  |        |                     |        |        |        |
|  | 7                | UF Angers Basket 49      | *74                   | 58               | 132              |     | 2                  | ESB Villeneuve-d’Ascq | 75           | *73          | 148          |              |  |  |        |                     |        |        |        |
|  |                  |                          |                       |                  |                  |     | 2                  | ESB Villeneuve-d’Ascq | 75           | *73          | 148          |              |  |  |        |                     |        |        |        |
|  |                  | 3                        | Lattes-Montpellier    | *60              | 70               | 130 |                    |                       |              |              |              |              |  |  |        |                     |        |        |        |
|  | 3                | 3                        | Lattes-Montpellier    | *60              | 70               | 130 | Lattes-Montpellier | 73                    | *100         | 173          |              |              |  |  |        |                     |        |        |        |
|  | 3                |                          |                       |                  |                  |     | Lattes-Montpellier | 73                    | *100         | 173          |              |              |  |  |        |                     |        |        |        |
|  | 6                | Roche Vendée             | *79                   | 92               | 171              |     |                    |                       |              |              |              |              |  |  |        |                     |        |        |        |

* indique l’équipe qui reçoit.

#### Vainqueur

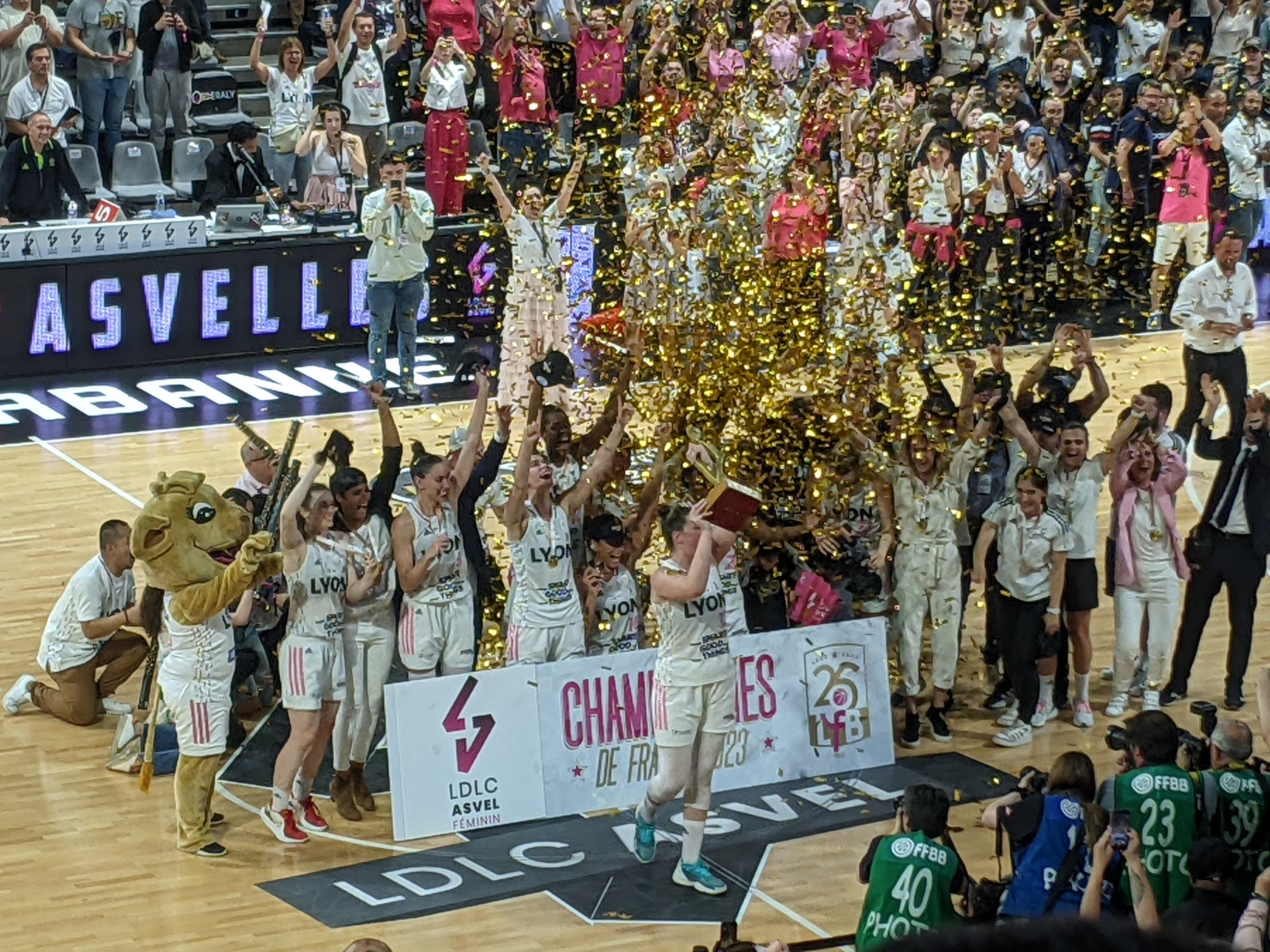
Les joueuses de l'ASVEL célébrant leur titre à l'issue du match 3 contre l’ESB Villeneuve-d’Ascq.

| Champion de France 2022–2023 LDLC ASVEL féminin 2e titre - 3 Gabby Williams - 4 Justė Jocytė - 7 Sandrine Gruda - 9 Laura Quevedo - 11 Blake Dietrick (en) - 12 Alexia Chartereau - 14 Dominique Malonga - 16 Helena Ciak - 22 Julie Allemand - 23 Marine Johannès - Entraîneur : David Gautier - Assistant : Yoann Cabioc'h |

### Playdowns
Les quatre dernières équipes de la saison régulière s’affrontent sur des matches aller-retour, tout en conservant les résultats acquis en saison régulière entre elles. 
| Rang | Équipe                     | Pts | J | G | P | Pp  | Pc  | Diff |
| ---- | -------------------------- | --- | - | - | - | --- | --- | ---- |
| 1    | Tarbes Gespe Bigorre       | 11  | 6 | 5 | 1 | 458 | 421 | 37   |
| 2    | Saint-Amand Hainaut Basket | 10  | 6 | 4 | 2 | 460 | 422 | 38   |
| 3    | Toulouse Métropole BasketP | 8   | 6 | 2 | 4 | 404 | 414 | -10  |
| 4    | Landerneau BB              | 7   | 6 | 1 | 5 | 418 | 483 | -65  |

La formation qui termine dernière de ce classement est reléguée en Ligue féminine 2.
| Rang | Équipe                     | Pts | J  | G | P | Pp  | Pc  | Diff |  | Résultats (dom.\ext.)      | LBB     | TGB   | SHB   | TMB   |
| ---- | -------------------------- | --- | -- | - | - | --- | --- | ---- |  | -------------------------- | ------- | ----- | ----- | ----- |
| 1    | Landerneau BB (+8)         | 19  | 12 | 7 | 5 | 895 | 871 | 24   |  | Landerneau BB (+8)         |         | 83-57 | 81-54 | 79-69 |
| 2    | Tarbes Gespe Bigorre (–8)  | 19  | 12 | 7 | 5 | 839 | 832 | 7    |  | Tarbes Gespe Bigorre (–8)  | 56-68   |       | 67-58 | 77-53 |
| 3    | Saint-Amand Hainaut Basket | 18  | 12 | 6 | 6 | 857 | 872 | -15  |  | Saint-Amand Hainaut Basket | 60-72   | 69-64 |       | 78-90 |
| 4    | Toulouse Métropole BasketP | 16  | 12 | 4 | 8 | 864 | 880 | -16  |  | Toulouse Métropole BasketP | 92-94ap | 80-60 | 76-78 |       |

| Journée ╱ Équipe     | 1          | 2 | 3 | 4 | 5 | 6 |   |
| -------------------- | ---------- | - | - | - | - | - | - |
| Journée ╱ Équipe     | Landerneau | V | V | V | V | V | V |
| Tarbes               | D          | V | D | D | D | V |   |
| Saint-Amand-les-Eaux | V          | D | V | D | D | D |   |
| Toulouse             | D          | D | D | V | V | D |   |

| Journées / Clubs | 0  | 1  | 2  | 3  | 4  | 5  | 6  | Mnt | Rel |
| ---------------- | -- | -- | -- | -- | -- | -- | -- | --- | --- |
| Landerneau       | 12 | 12 | 11 | 11 | 11 | 9  | 9  | 5   | 1   |
| Tarbes           | 9  | 9  | 9  | 9  | 9  | 10 | 10 | 6   |     |
| Saint-Amand      | 10 | 10 | 10 | 10 | 10 | 11 | 11 | 6   |     |
| Toulouse         | 11 | 11 | 12 | 12 | 12 | 12 | 12 | 1   | 5   |

## Trophées de la saison
Les trophées de la saison sont dévoilés le 27 avril.
| Trophées LFB 2023   | Trophées LFB 2023 | Trophées LFB 2023 |
| Récompense          | Joueuse           | Équipe            |
| ------------------- | ----------------- | ----------------- |
| Meilleure joueuse   | Kennedy Burke     | Villeneuve-d’Ascq |
| Meilleure jeune     | Carla Leite       | Tarbes            |
| Meilleur entraîneur | David Gautier     | Lyon              |
| Meilleur cinq       | Yvonne Anderson   | Bourges           |
| Meilleur cinq       | Marine Johannès   | Lyon              |
| Meilleur cinq       | Kennedy Burke     | Villeneuve-d’Ascq |
| Meilleur cinq       | Oderah Chidom     | Saint-Amand       |
| Meilleur cinq       | Isabelle Yacoubou | Tarbes            |

## Clubs engagés en coupe d’Europe

### Euroligue
| Équipe            | Qualifications                                 | Qualifications                                 | Saison régulière | Saison régulière | Playoffs    | Playoffs   | Bilan général |
| Équipe            | Résultat                                       | V–D (%V)                                       | Résultat         | V–D (%V)         | Résultat    | V–D (%V)   | V–D (%V)      |
| ----------------- | ---------------------------------------------- | ---------------------------------------------- | ---------------- | ---------------- | ----------- | ---------- | ------------- |
| Basket Landes     | Directement qualifiée pour la saison régulière | Directement qualifiée pour la saison régulière | 7e du groupe B   | 4–10 (28,6 %)    | Éliminée    | Éliminée   | 4–10 (28,6 %) |
| Bourges           | Directement qualifiée pour la saison régulière | Directement qualifiée pour la saison régulière | 4e du groupe A   | 8–6 (57,1 %)     | ¼ de finale | 1–1 (50 %) | 9–7 (56,2 %)  |
| Villeneuve-d’Ascq | Éliminée                                       | 1–1 (50 %)                                     | Éliminée         | Éliminée         | Éliminée    | Éliminée   | 1–1 (50 %)    |

### Eurocoupe
| Équipe               | Qualifications                                 | Qualifications                                 | Saison régulière | Saison régulière | Playoffs     | Playoffs     | Bilan général |
| Équipe               | Résultat                                       | V–D (%V)                                       | Résultat         | V–D (%V)         | Résultat     | V–N–D (%V)   | V–N–D (%V)    |
| -------------------- | ---------------------------------------------- | ---------------------------------------------- | ---------------- | ---------------- | ------------ | ------------ | ------------- |
| Angers               | Directement qualifiée pour la saison régulière | Directement qualifiée pour la saison régulière | 2e du groupe L   | 5–1 (83,3 %)     | ¼ de finale  | 4–2 (66,7 %) | 9–3 (75 %)    |
| Charleville-Mézières | Directement qualifiée pour la saison régulière | Directement qualifiée pour la saison régulière | 1re du groupe L  | 5–1 (83,3 %)     | 8e de finale | 3–1 (75 %)   | 8–2 (80 %)    |
| La Roche-sur-Yon     | Directement qualifiée pour la saison régulière | Directement qualifiée pour la saison régulière | 4e du groupe J   | 2–4 (33,3 %)     | Éliminée     | Éliminée     | 2–4 (33,3 %)  |
| Lattes-Montpellier   | Qualifiée                                      | 2–0 (100 %)                                    | 1re du groupe K  | 6–0 (100 %)      | 8e de finale | 1–3 (25 %)   | 9–3 (75 %)    |
| ASVEL Lyon           | Directement qualifiée pour la saison régulière | Directement qualifiée pour la saison régulière | 2e du groupe K   | 4–2 (66,7 %)     | Vainqueur    | 10–0 (100 %) | 14–2 (87,5 %) |
| Villeneuve-d’Ascq    | Reversée des qualifications de l’Euroligue     | Reversée des qualifications de l’Euroligue     | 1re du groupe J  | 5–1 (83,3 %)     | Demi-finale  | 4–4 (50 %)   | 9–5 (64,3 %)  |